# Neogamasellevans preendopodalis
Neogamasellevans preendopodalis är en spindeldjursart som beskrevs av Loots och Ryke 1967. Neogamasellevans preendopodalis ingår i släktet Neogamasellevans och familjen Ologamasidae. Inga underarter finns listade i Catalogue of Life.